# Wiek kostny
Wiek kostny – jedna z metod określenia tzw. wieku biologicznego dziecka na podstawie oceny dojrzewania jego kości. Określany jest również gdy nie są dostępne dokładne zapisy o dacie urodzenia danej osoby. W niektórych regionach np. w Azji Południowej 65% wszystkich urodzeń dzieci poniżej 5 roku życia nie jest rejestrowanych. Potrzeba dokładnego oszacowania wieku pojawia się gdy potrzebne jest dokładne określenie wieku dziecka np. podczas imigracji. Wiek biologiczny jest ogólnym miernikiem poziomu rozwoju dziecka. W tym celu wykonuje się zdjęcie rentgenowskie dłoni kończyny górnej niedominującej (zwykle lewej) i porównuje się obraz rozwoju kości ze specjalnym atlasem. U noworodków i niemowląt można również w tym celu wykonać zdjęcie rtg kolana. Za pomocą wieku kostnego, stosując odpowiednie tabele lub programy komputerowe możliwe jest obliczenie wzrostu, jaki osiągnie dziecko w życiu dorosłym. Jest to również badanie przydatne w diagnostyce zaburzeń wzrastania.

## Metody
- metoda Greulicha-Pylea (GP) – wykorzystuje się zdjęcie RTG dłoni i nadgarstka[3], które porównuje się z opublikowanym przez badaczy Williama Waltera Greulicha i Sarah Idell Pyle Atlasem radiograficznym szkieletowego rozwoju ręki i nadgarstka, którego ostatnie wydanie z 1959 roku jest wciąż używane. Zawiera on opisy i serie zdjęć męskich i żeńskich lewych nadgarstków i rąk od momentu urodzenia do 18 lat dla kobiet i 19 dla mężczyzn[1].
- metoda RWT (Roche-Wainer-Thissen RWT) – wykonuje się zdjęcie RTG kolana[3].
- metoda Tannera i Whitehousa bazuje na ocenie stopnia dojrzałości 20 charakterystycznych regionów (tzw. ROI) zlokalizowanych w obrębie dłoni, nadgarstka, kości łokciowej oraz promieniowej. Każdy z nich jest oceniany osobno, a następnie jest mu przypisywana wartość punktowa. Suma punktów odpowiada określonemu wiekowi kostnemu[4].
- metoda badania za pomocą ultradźwięków aparatem o nazwie BonAge, którego głowica generuje fale o częstotliwości 759 kHz. Badanie składa się z 11 cykli pomiarowych, które trwają łącznie 5 minut[4]